# Rối loạn miễn dịch
Rối loạn miễn dịch là tình trạng rối loạn chức năng của hệ miễn dịch. Những rối loạn này có thể được phân loại theo một số cách khác nhau:
- theo (các) thành phần của hệ thống miễn dịch bị ảnh hưởng
- theo việc hệ thống miễn dịch hoạt động quá mức hay kém hoạt động
- theo việc tình trạng này là bẩm sinh hay mắc phải

Theo Hiệp hội Miễn dịch học Quốc tế, hơn 150 bệnh suy giảm miễn dịch nguyên phát (PID) đã được đặc trưng. Tuy nhiên, số lượng các trường hợp suy giảm miễn dịch mắc phải vượt quá số lượng PID.
Người ta cho rằng hầu hết mọi người đều có ít nhất một lần suy giảm miễn dịch nguyên phát. Tuy nhiên, do dư thừa trong hệ thống miễn dịch, nhiều bệnh trong số này không bao giờ được phát hiện.